# Ram-Zet
A Ram-Zet norvég avantgárd/extrém metal zenekar. 1998-ban alakult Hamarban. Az együttes stílusát "schizo metal" névvel illeti. Ezzel az elnevezéssel arra utalnak, hogy black és thrash metalra alapozó zenéjükben többféle elem keveredik. A zenekar egyszemélyes projektnek indult.

## Tagok
- Zet - ének, gitár
- SfinX - ének
- Küth - dob, ütős hangszerek
- Lanius - basszusgitár, didzseridú
- KA - billentyűk

## Korábbi tagok
- Solem - basszusgitár (2000-2003)
- Daniel - basszusgitár (2003-2006)
- Magnus - billentyűk (2001-2008)
- Sareeta - hegedű, vokál (2001-2009)

## Diszkográfia
- Pure Therapy (2000)
- Escape (2002)
- Intra (2005)
- Neutralized (2009)
- Freaks in Wonderland (2012)